# فیلیستیون

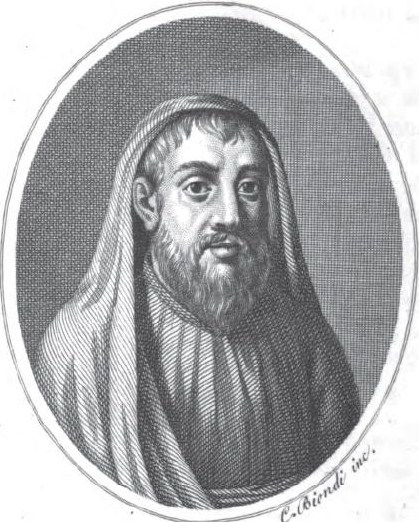
طرح‌نگاره‌ای از فیلیستیون، نمایندهٴ مکتب سیسیل‌

فیلیستیون از اهالی لوکروی برجسته‌ترین نمایندهٴ مکتب سیسیل‌، و مرید امپدوکلس بود که در قرن چهارم قبل از میلاد برآمد.
به آسانی نمی‌توان عقاید خود او را از عقاید مکتبش جدا کرد. ما امروزه پیش‌رفت زیادی را در زمینهٴ کالبدشناسی و وظایف الاعضا به مکتب او مدیونیم. او مقطع‌های فراوانی از حیوانات تهیه کرد، که در آنها مخصوصاً به عروق توجه داشت. 
او قلب را تنظیم‌کنندهٴ اصلی زندگی، عضو مرکزی تنفس و جایگاه روح دانست. نوشته‌های بقراطی دربارهٴ قلب و کالبدشناسی احتمالاً تحت تأثیر آنها قرار گرفته است. 
فیلیستیون بر آن شد که بیماری‌ها ناشی از نامنظم بودن تنفس یا ناهم‌آهنگی عناصر اربعه یا چهار طبع است. تب‌های چهارگانه (جاریه، مواظبه، ثلث، و ربع) مطابق با عناصر اربعه است. 
اصول درمانی او عملاً بر پرهیز مبتنی بود؛ در اشاعهٴ معلومات طبی سیسیلی و در تأمین ترکیب آن با معلومات کوسی و کنیدوسی، سهم زیادی داشت.
افلاطون در سیراکوز با او آشنا شد.